# Elitisme
L'elitisme és la creença o actitud que consisteix a sostenir que aquells que són considerats com l'elit -un selecte grup de persones amb notables habilitats personals, riquesa, experiència, o altres atributs distintius- són persones de les quals s'haurien de prendre amb més seriositat les seues opinions i influències per mantenir un estatus superior.
Aquests grups de persones serien les més adequades per governar doncs les seves accions i pensament serien els més constructius. El terme elitisme també pot ser utilitzat per descriure una situació en la qual una elit gaudeix de privilegis o té més poder que la resta dels membres de la societat. Es refereix a una situació de fet, però no institucional, ja que si ho fos, seria una oligarquia.
El terme sovint s'utilitza pejorativa per descriure una actitud generalitzada d'arrogància o rebuig respecte a l'opinió pública en general (la meritocràcia, algun tipus d'elitisme, normalment no té aquestes connotacions).